# Natalee Holloway : La Détresse d'une mère
Pour plus de détails, voir Fiche technique et Distribution.
Pour plus de détails, voir Fiche technique et Distribution.
Natalee Holloway : La Détresse d'une mère (Natalee Holloway, puis Justice for Natalee Holloway) est composé de deux téléfilms américains. Le premier a été réalisé par Mikael Salomon et diffusé le 19 avril 2009 sur Lifetime Movie Network. Le deuxième est réalisé par Stephen T. Kay et diffusé le 9 mai 2011 sur Lifetime. La version française réunit chronologiquement les deux versions sous un même titre cumulatif.

## Synopsis

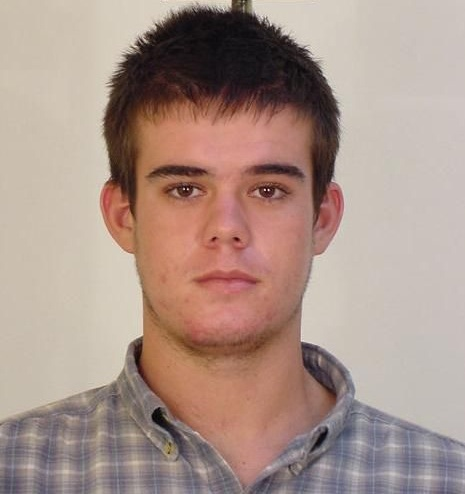
Le véritable Joran van der Sloot photographié par la police, à la suite de son arrestation en juin 2005

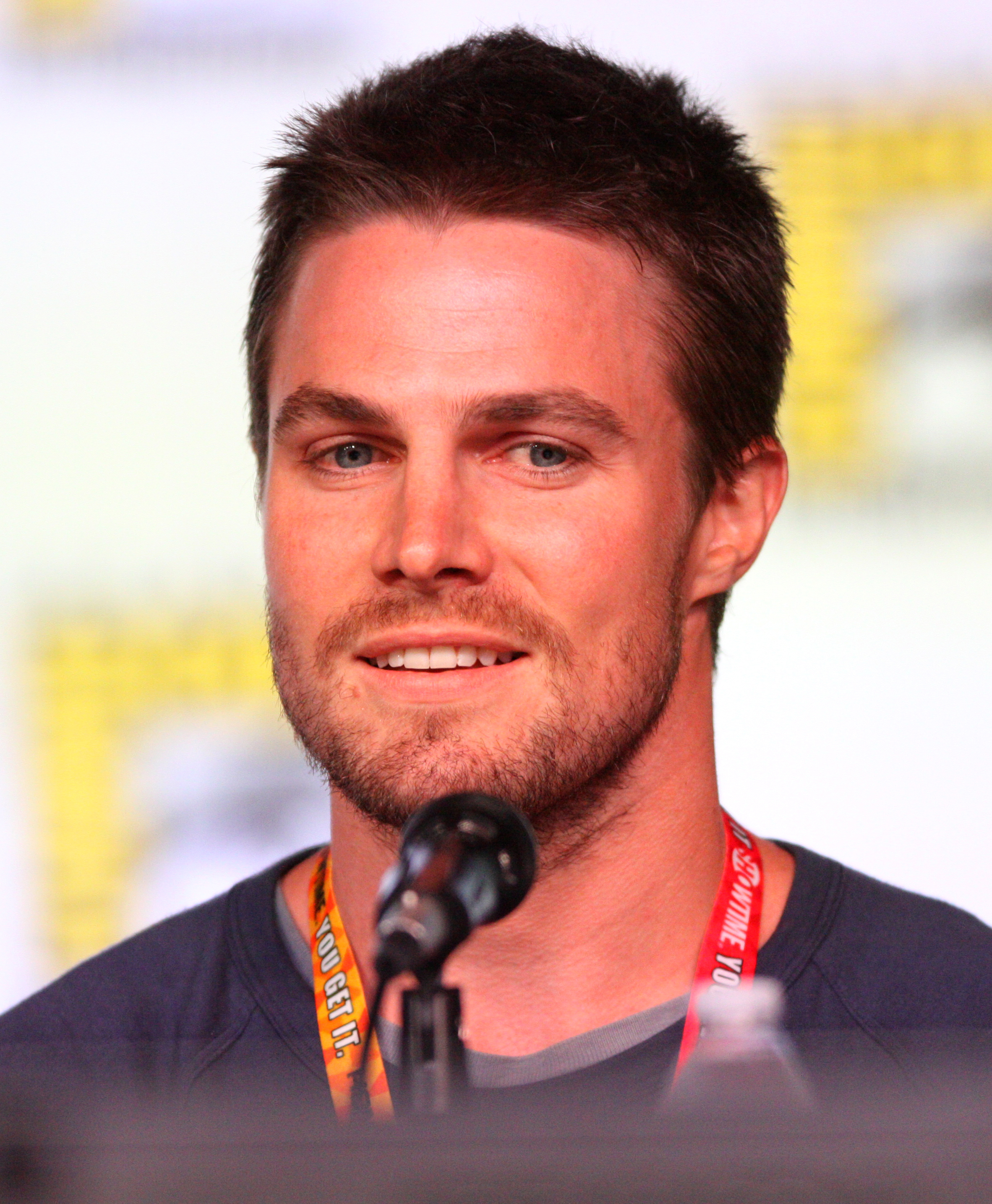
Stephen Amell incarne le rôle de Joran van der Sloot dans la deuxième partie du téléfilm

Pour fêter leurs diplômes et la fin de l'année scolaire, Natalee et ses camarades s'offrent trois jours sur l'île d'Aruba. Lors d'une dernière soirée arrosée, l'adolescente fait la connaissance d'un jeune homme, Joran van der Sloot (en), qui espère bien passer la nuit avec elle. Le lendemain, au moment de quitter l'hôtel, Natalee manque à l'appel. Les autorités tardant à signaler sa disparition, Beth, sa mère, mobilise les habitants de l'île et les médias...
Selon le téléfilm, Joran a drogué la tequila de Natalee au bar "Carlos'n Charlie's", ce qui l'a tué lorsqu'elle a fait une sorte d'arrêt cardiaque alors qu'ils s'embrassaient sur une plage. Lui et un ami anonyme ont ensuite jeté son corps dans l'océan depuis un bateau à moteur.

## Fiche technique
- Titre original : Natalee Holloway
- Titre français : Natalee Holloway : La Détresse d'une mère
- Réalisation : Mikael Salomon (2009), Stephen T. Kay (2011)
- Scénario : Teena Booth, d'après le roman de Beth Holloway (en)
- Pays d'origine :  États-Unis
- Durée : 96 minutes (2009), 89 minutes (2011)

## Distribution
- Tracy Pollan : Beth Twitty[4]
- Amy Gumenick : Natalee Holloway[5]
- Catherine Dent : Carol
- Grant Show : Jug Twitty
- Sean Cameron Michael (en) : Paul van der Sloot
- Jacques Strydom (2009) et Stephen Amell (2011) : Joran van der Sloot (en)
- Cokey Falkow : Patrick van Eem
- Sean Higgs : Détective Frank Sneider
- Natasha Loring : Hayley
- Leigh Bremridge : Diana Peterson
- Kaï Coetzee : Matt Holloway

## Justice for Natalee Holloway
Pour le deuxième téléfilm, le rôle de Joran van der Sloot (en), initialement tenu par Jacques Strydom, y est ici incarné par l'acteur canadien Stephen Amell.
La version française réunit chronologiquement les deux versions sous un même titre commun.

## Accueil
Le premier téléfilm a été vu par environ 3,2 millions de téléspectateurs lors de sa première diffusion.
Le deuxième téléfilm a été vu par 988 000 téléspectateurs.